# 말괄량이 삼총사
《말괄량이 삼총사》(영어: Totally Spies!)는 프랑스와 캐나다의 TV 애니메이션 시리즈이다.
이 시리즈는 베벌리 힐즈에 사는 세 고등학생 스파이들인 샘, 알렉스, 클로버가 주인공이다. 이 셋은 비밀 국제기구 WOOHP(World Organization of Human Protection) 소속이며, 역시 WOOHP 요원이자 세 스파이의 상사인 제리가 지급하는 특수 장비들로 국제적 범죄와 싸워나가는 활약상을 그려내고 있다.
클로버는 자존심이 쎄고 패션감각이 뛰어나다. 머리가 노랗고 짧으며 스파이복은 빨간색, 알렉스는 운동을 좋아한다. 머리는 검은색이고 짧으며 스파이복은 노란색, 샘은 이지적인 학생이며, 머리가 밝은 갈색이고 긴생머리며 스파이복은 초록색, 제리는 남성이고 나이가 많으며 WOOHP의 창립자(?)이자 삼총사의 상사이다. 맨디는 클로버와의 라이벌이며 공주병 기질이 있다. 클로버처럼 자존심도 쎈 편이다.
대한민국에서는 디지탈이메이션, ㈜코코 엔터프라이즈, 동양동화가 시즌 2까지 하청제작을 맡았으며 2002년 6월에 배급권을 포함한 라이센스권리를 확보하여 작품을 수입하였으며, 2004년 2월 4일에 ㈜KBS 미디어와 프로그램 공급 계약을 체결하여 KBS 2TV에서 한국어 더빙으로 방송되었다. 이후 투니버스를 통해 작품이 공개되었다.
국내에서는 2025년 2월 26일부터 카툰 네트워크에서 스파이 삼총사라는 제목으로 방영되었다.

### 방송 일시
| 방영 채널     | 방영 기간                 | 방영 사간 |
| ------------- | ------------------------- | --------- |
| Freeform      | 2001년 11월 3일 ~ 2014년  | 종료      |
| KBS 2TV       | 2005년 1월 7일 ~ 4월 15일 | 종료      |
| 카툰 네트워크 | 2025년 2월 26일 ~ 현재    | 방영 중   |